# 巴斯光年電影版
是一部2000年美國非戲院首映動畫電影，由迪士尼電視動畫公司和皮克斯動畫工作室共同製作，並由華特迪士尼家庭娛樂公司發行。該片改編自《玩具總動員系列》旗下角色巴斯光年，也是該系列的衍生作品，由泰德·史東斯執導，馬克·麥克科克爾、鮑伯·斯庫利、比爾·莫茲和鮑伯·羅斯共同編劇。主演配音員包括提姆·艾倫、妮可·沙利文、拉里·米勒、史蒂芬·佛斯特、韋恩·奈特、亞當·卡羅拉、派屈克·華博頓和狄爾里奇·巴德。
《巴斯光年電影版》在美國於2000年8月8日上映。續作《巴斯光年的星際使命》於2000年10月2日起在UPN和ABC播出。

## 配音員
- 提姆·艾倫 聲演 巴斯光年[2]
- 韋恩·奈特 聲演 札克天王[2]
- 史蒂芬·佛斯特 聲演 布斯特（Booster）[2]
- 妮可·沙利文（英语：Nicole Sullivan） 聲演 美娜洛娃（Mira Nova）[2]
- 拉里·米勒 聲演 阿達（XR）[2]
- 亞當·卡羅拉（英语：Adam Carolla） 聲演 尼布勒隊長（Commander Nebula）
- 派屈克·華博頓 聲演 小綠人
- 狄爾里奇·巴德 聲演 黑洞媒體／Z特務（Warp Darkmatter / Agent Z）[2]
- 凱文·麥可·理查森 聲演 太空騎警（Space Ranger）
- 吉姆·漢克（英语：Jim Hanks） 聲演 警長胡迪
- 華萊士·肖恩 聲演 抱抱龍
- 羅納德·李·艾爾米 聲演 隊長
- 安德魯·史坦頓 聲演 火腿
- 喬·蘭福特（英语：Joe Ranft） 聲演 企鵝吱吱